# Hans Spatzenegger (SS-Mitglied)
Hans Spatzenegger (* 1. März 1900 in Laufen; † 27. Mai 1947 in Landsberg am Lech) war ein deutscher SS-Hauptscharführer, 1. Kommandoführer im Steinbruch Wiener Graben und verurteilter Kriegsverbrecher.

## Leben
Hans Spatzenegger war von Zivilberuf Schlosser. Im Mai 1931 trat er der NSDAP (Mitgliedsnummer 519.352) bei. Anfang 1932 wurde er Mitglied der SS (SS-Nr. 22.057). Im Jahr 1933 kam er zur Wachmannschaft des KZ Dachau. Am 1. April 1938 wurde er zum SS-Hauptscharführer befördert. Im Herbst 1938 wurde er in das KZ Mauthausen versetzt. Dort wurde er nach kurzer Zeit 1. Kommandoführer im Steinbruch Wiener Graben. Spatzenegger war wegen seiner Grausamkeit im ganzen Lager gefürchtet. Er veranstaltete „Schauprügeln“ mit seinem Ochsenziemer, hetzte Hunde auf Häftlinge, die diese zerrissen, und jagte wiederholt Häftlinge in den elektrischen Zaun. Am 6. und 7. September 1944 nahm er an der Ermordung von 47 alliierten Fallschirmspringern teil.
Anfang Mai 1945 setzte sich Spatzenegger gemeinsam mit dem Krematoriumsleiter Martin Roth in Richtung Salzburg ab und konnte untertauchen. Am 28. Februar 1946 wurde er in Oberösterreich verhaftet. Anschließend wurde Spatzenegger vor einem US-Militärgericht im Mauthausen-Hauptprozess angeklagt. Am 13. Mai 1946 wurde er zum Tode durch den Strang verurteilt. Das Urteil wurde am 27. Mai 1947 im Kriegsverbrechergefängnis Landsberg vollstreckt. Seine letzten Worte waren: „Ich bin kein Kriegsverbrecher. Es lebe Deutschland. Auf Wiedersehen, Herr Pfarrer.“